# Истиклол (футбольный клуб, Фергана)
«Истикло́л» (узб. «Istiqlol» Fargʻona futbol klubi/«Истиқлол» Фарғона футбол клуби) — узбекистанский футбольный клуб из города Фергана одноименной области. Участник Про-лиги A Узбекистана.

## История
Клуб основан в 2016 году, когда ферганцы дебютировали во Второй лиге Узбекистана, заняли 2-е место в своей финальной группе и получили путёвку в Первую лигу.
В сезоне-2017 «Истиклол» сенсационно занял 2-е место в Первой лиге, отстав на 12 очков от победителя — «Цементчи» и опередив на 1 очко 3-ю команду — «Андижан».
В Кубках Узбекистана 2017 и 2018 годов он останавливался уже в 1-м раунде (1/16 финала). В сезоне-2018 занял 3-е место в Про-лиге Узбекистана и проиграл со счётом 0:1 в стыковом матче с АГМК за право выступать в Суперлиге.

## Статистика выступлений
| Сезон | Лига                    | Место          | Кубок         |
| ----- | ----------------------- | -------------- | ------------- |
| 2016  | Вторая лига Узбекистана | 2-е (группа C) | не участвовал |
| 2017  | Первая лига Узбекистана | 2-е            | 1/16 финала   |
| 2018  | Про-лига A Узбекистана  | 3-е            | 1/16 финала   |

## Главные тренеры
| Годы       | Главный тренер   |
| ---------- | ---------------- |
| 2016—2017  | Наиль Губанов    |
| 2017—2018  | Усман Аскаралиев |
| 2018—н. в. | Сергей Лебедев   |